# Gérard Leclerc (sociologue)
Pour les articles homonymes, voir Gérard Leclerc et Leclerc.
 (juillet 2021).
Gérard-Yves Leclerc, né le 20 février 1943 à Marigny-Marmande et mort le 10 juin 2022 à Villejuif, est un sociologue français, Docteur en ethnologie de l'EHESS, professeur émérite de sociologie à l'Université de Paris VIII. Membre du GRASS (Groupe de recherches et d'analyses sur le social et la sociabilité) fondé par Robert Castel, il a participé à des enquêtes sur différentes formes de déviances (surdité, toxicomanie) et s'est spécialisé dans la sociologie de la culture. Il s'est interrogé en particulier sur la place des clercs dans les sociétés traditionnelles et celle des « intellectuels » dans les sociétés contemporaines.

## Domaine de recherche
Cette section ne s'appuie pas, ou pas assez, sur des sources secondaires ou tertiaires indépendantes du sujet.

Pour l'améliorer, ajoutez-en, ou placez des modèles {{Source secondaire souhaitée}} ou {{Source secondaire nécessaire}} sur les passages mal sourcés. (juillet 2021)
Sa première recherche a suivi la piste ouverte par Lévi-Strauss à propos des liens historiques et épistémologiques entre l'anthropologie et le colonialisme et a retracé, à propos du cas spécifique de l'africanisme, les relations multidimensionnelles de cette discipline avec l'histoire coloniale de l'Europe.